# Rhynchostegiella ovalifolia
Rhynchostegiella ovalifolia är en bladmossart som beskrevs av Hugh Neville Dixon 1932. Rhynchostegiella ovalifolia ingår i släktet nålmossor, och familjen Brachytheciaceae. Inga underarter finns listade i Catalogue of Life.